# Rajamangala-System
Das Rajamangala-System oder Technische Universitäten Rajamangala (thailändisch: มหาวิทยาลัยเทคโนโลยีราชมงคล, RTGS: Mahawitthayalai Theknoloyi Ratchamongkhon, „Königlich-verheißungsvolle Technische Universitäten“, englisch Rajamangala Universities of Technology, RMUT) ist eine Vereinigung von neun thailändischen Universitäten, die Bachelor- und Master-Studiengänge anbieten. Zunächst hießen die Einrichtungen Technisches Institut Rajamangala (สถาบันเทคโนโลยีราชมงคล). Die im Rajamangala-System zusammengefassten Institute wurden im Jahr 2005 zu Universitäten erhoben.

## Universitäten
Es gibt neun Rajamangala-Universitäten, von denen die meisten mehr als ein Universitätsgelände aufweisen.
- Technische Universität Rajamangala Thanyaburi (RMUTT)[1]
- Technische Universität Rajamangala Suvarnabhumi (RMUTSB)[2]
  - Technische Universität Rajamangala Suvarnabhumi Nonthaburi Campus
  - Technische Universität Rajamangala Suvarnabhumi Wasukri Campus (Phra Nakhon Si Ayutthaya)
  - Technische Universität Rajamangala Suvarnabhumi Huntra Campus (Phra Nakhon Si Ayutthaya)
  - Technische Universität Rajamangala Suvarnabhumi Suphanburi Campus
- Technische Universität Rajamangala Krungthep (RMUTK)[3]
  - Technische Universität Rajamangala Krungthep Bangkok Technical Campus
  - Technische Universität Rajamangala Krungthep Borpitpimuk Mahamek Campus
  - Technische Universität Rajamangala Krungthep Phra Nakhon Tai Campus
- Technische Universität Rajamangala Rattanakosin (RMUTR)
  - Technische Universität Rajamangala Rattanakosin Salaya Campus
  - Technische Universität Rajamangala Rattanakosin Borpitpimuk Chakrawad Campus
  - Technische Universität Rajamangala Rattanakosin Pohchang Campus
  - Technische Universität Rajamangala Rattanakosin Wangklaikangwon Campus
- Technische Universität Rajamangala Phra Nakhon (RMUTP)
  - Technische Universität Rajamangala Phra Nakhon Thewet Campus
  - Technische Universität Rajamangala Phra Nakhon Chotiwet Campus
  - Technische Universität Rajamangala Phra Nakhon Bangkok Commerce Campus
  - Technische Universität Rajamangala Phra Nakhon Chumpornkhetudomsak Campus
  - Technische Universität Rajamangala Phra Nakhon North Bangkok Campus
- Technische Universität Rajamangala Tawan-ok (RMUTTO)
  - Technische Universität Rajamangala Tawan-ok Chakrabongse Bhuvanarth Campus
  - Technische Universität Rajamangala Tawan-ok Uthenthawai Campus
  - Technische Universität Rajamangala Tawan-ok Bangpra Campus
  - Technische Universität Rajamangala Tawan-ok Faculty of Agriculture at Bangpra
  - Technische Universität Rajamangala Tawan-ok Chanthaburi Campus
- Technische Universität Rajamangala Lanna (RMUTL)[4]
  - Technische Universität Rajamangala Lanna Chiang Mai Campus[5]
  - Technische Universität Rajamangala Lanna Chiang Rai Campus[6]
  - Technische Universität Rajamangala Lanna Tak Campus[7]
  - Technische Universität Rajamangala Lanna Phitsanulok Campus[8]
  - Technische Universität Rajamangala Lanna Nan Campus[9]
  - Technische Universität Rajamangala Lanna Lampang Campus[10]
- Technische Universität Rajamangala Isan (RMUTI)
  - Technische Universität Rajamangala Isan Nakhon Ratchasima Main Campus[11]
  - Technische Universität Rajamangala Isan Khon Kaen Campus[12]
  - Technische Universität Rajamangala Isan Kalasin Campus[13]
  - Technische Universität Rajamangala Isan Surin Campus[14]
  - Technische Universität Rajamangala Isan Sakon Nakhon Campus[15]
- Technische Universität Rajamangala Srivijaya (RMUTSV)[16]
  - Technische Universität Rajamangala Srivijaya Songkhla Campus
  - Technische Universität Rajamangala Srivijaya Nakhon Si Thammarat Campus
  - Technische Universität Rajamangala Srivijaya Trang Campus